# Keroro
Keroro (ケロロ軍曹?, Keroro gunsō) è un manga scritto e disegnato da Mine Yoshizaki. L'opera è in corso di serializzazione sulla rivista Shōnen Ace e i capitoli sono raccolti in volumi tankōbon da Kadokawa Shoten. Una serie televisiva anime prodotta da Sunrise e ispirata al manga, è stata trasmessa dal 3 aprile 2004 al 4 aprile 2011 su Animax e TV Tokyo. Oltre alla serie televisiva, cinque lungometraggi anime diretti da Jun'ichi Satō sono usciti nelle sale cinematografiche giapponesi tra il 2006 e il 2010. Una seconda serie televisiva anime prodotta con la tecnica dell'animazione flash è stata trasmessa da marzo a settembre 2014 sempre su Animax.
In Italia il manga è pubblicato da Star Comics sulla testata Up a partire da aprile 2007, salvo trasferirsi su Storie di Kappa dal 26 gennaio 2010 con il sedicesimo volume. I diritti della prima serie anime sono stati invece acquistati da Mediaset, che ha trasmesso le prime due stagioni su Italia 1 dall'11 settembre 2006, per poi spostare la prima visione con la terza stagione su Hiro e interrompere la trasmissione con il primo episodio della quarta stagione. Le stagioni successive e la seconda serie del 2014 sono invece inedite.

## Trama
Il protagonista di questa serie comica è il sergente Keroro, rana aliena giunta sulla Terra insieme ad un plotone composto da altri quattro ranocchi: Tamama, Giroro, Kururu e Dororo con lo scopo di conquistare il pianeta (chiamato Pekopon dagli alieni nel cartone e "Pokopen" nel manga; la televisione giapponese ha operato questo cambiamento per motivi di rispetto politico, infatti durante la seconda guerra mondiale il termine Pokopen veniva utilizzato in toni dispregiativi per intendere la nazione cinese). Insediatosi nel sotterraneo dell'abitazione della famiglia Hinata, composta da mamma Aki e dai due figli Fuyuki e Natsumi, Keroro si renderà conto che invadere il pianeta non è poi così facile. Tra un tentativo fallito e l'altro, il sergente scoprirà che l'amicizia può esistere anche tra umani ed alieni.

## Media

### Manga
Il manga è scritto e disegnato da Mine Yoshizaki ed è in corso di serializzazione sulla rivista mensile Monthly Shōnen Ace di Kadokawa Shoten dall'aprile 1999. Da ottobre 2007 sino a settembre 2013 la serie ha lasciato la rivista Shonen Ace ed è stata serializzata sulla rivista mensile Kerokero Ace. I capitoli della serie sono raccolti con cadenza irregolare in volumi tankōbon pubblicati da Kadokawa, il primo dei quali è uscito il 29 novembre 1999. A fine 2024 la serie conta 34 volumi pubblicati.
I diritti per la pubblicazione in lingua italiana sono stati acquistati da Star Comics, che ha iniziato a pubblicare la serie a cadenza mensile dal 17 aprile 2007 sulla testata Up. Dopo la pubblicazione del quindicesimo volume la serie è andata momentaneamente in pausa, per poi riprendere il 26 gennaio 2010 con il sedicesimo, uscito però sulla testata Storie di Kappa e continuando a cadenza irregolare per la notevole vicinanza con la pubblicazione giapponese.
Oltre che in Italia, Keroro è stato esportato e pubblicato anche in molti altri Paesi. Negli Stati Uniti i diritti sono stati acquistati da Tokyopop, che ha pubblicato in versione censurata i primi 21 volumi fino al 2011, quando l'azienda ha cessato le sue attività. La serie è stata poi acquistata da Viz Media, che ha pubblicato il manga dal 2014 in formato digitale. In Francia il manga è stato pubblicato dal 18 maggio 2007 con il titolo Sergent Keroro dalla casa editrice Kana, mentre in Spagna la serie è edita da Norma Editorial con il titolo Keroro. In Thailandia il manga è edito da Siam Inter Comics, mentre in Indonesia è stato pubblicato da Elex Media Komputindo fino al volume 22 con il titolo Sersan Keroro.

### Anime

Logo della serie nella decima sigla iniziale originale

Una serie televisiva anime ispirata al manga Keroro è stata prodotta dallo studio Sunrise e diretta da Jun'ichi Satō, con le musiche di Saeko Suzuki. La serie è stata trasmessa per 358 episodi dal 3 aprile 2004 al 4 aprile 2011 su TV Tokyo.
In Italia la prima stagione (composta da 51 episodi) è andata in onda su Italia 1 dall'11 settembre 2006 alle 16:45, la seconda (dall'episodio 52 al 103) a partire dal 7 febbraio 2007. Le repliche della seconda stagione sono andate in onda dal 5 ottobre 2009 su Hiro, mentre dal 30 novembre è iniziata, sullo stesso canale, la trasmissione in prima visione della terza stagione (dall'episodio 104 al 154). Sempre su Hiro, il 27 gennaio 2010, è stata trasmessa anche la prima puntata della quarta stagione della serie. 
Dal 7 gennaio al 29 marzo 2013 le prime 3 stagioni sono state replicate dal canale Frisbee tutti i giorni attorno alle ore 17:10, poi a partire dal 26 ottobre 2016 sono andate in onda su Man-ga.
In Giappone, la serie è arrivata alla settima stagione (dall'episodio 308 in poi), iniziata il 3 aprile 2010.
Negli Stati Uniti i diritti sono stati acquistati in un primo momento da ADV, che aveva pianificato una futura pubblicazione per il mercato home video. Tuttavia, dopo vari rinvii, il 4 luglio 2008 fu reso noto che la pubblicazione in lingua inglese era passata all'editore Funimation Entertainment. Funimation ha pubblicato le prime tre stagioni dell'anime, le quali sono state disponibili per gli Stati Uniti su Netflix dal 2011, salvo poi essere rimosse gradualmente tra gennaio ed aprile 2013. In Spagna la serie è andata in onda su Cartoon Network e altre reti, in Francia è stata trasmessa da Télétoon con il titolo Keroro, mission Titar e un cambio dei nomi dei personaggi.
Sigle di apertura giapponesi
1. Nobuaki Kakuda & Juri Ihata - KERO! To MARCH (Ep. 1-51)
2. GAGAGA SP - Zenkoku musekinin jidai (Ep. 52-78)
3. GROUP Tamashii - Kimi ni JUICE wo katte ageru (Ep. 79-103)
4. JK - Hareru michi ~Uchūjin (Omeera) awaseru kao ga nee!~ (Ep. 104-129)
5. POLYSICS - You-You-You (Ep. 130-154)
6. Ichirō Zaitsu & Yuko Ogura - Kaettekita KERO! To MARCH (Ep. 155-183)
7. DYLAN & CATHERINE - Fundari kettari (Ep. 184-205)[8]
8. KERORO Shōtai - Nante suteki na doyōbi (Ep. 206-231)
9. JAM Project - HELLO, DARWIN! ~Kōkishin ON DEMAND~ (Ep.232-256)[9]
10. KERORO Shōtai - KERO! To MARCH (Shōtai ver.) (Ep. 257-307, solo nella versione DVD)
11. KERORO Shōtai - Mendoku sei MARCH (Ep. 296-307 solo nella versione TV, 308-358)[10]

Sigle di chiusura giapponesi
1. DANCE☆MAN - AFRO gunsō (Ep. 1-18, 27-39)
2. ONDO GIRL meets KERORO Shōtai - PEKOPON shinryaku ondo (Ep. 19-26)
3. KERORO ALLSTARS - KERORO shōtai kōnin! Netsuretsu kangeiteki ekaki uta!! (Ep. 40-51)
4. Naoya Ogawa & Mayuko Iwasa - Katte ni SHINRYAKUSHA (Ep. 52-78)
5. toutou - KOKORO no mondai (Ep. 79-103)
6. Chinatouchable - Shouri no hanabira (Ep. 104-116)
7. Kirin - Cycling Recycle (Ep. 117-141)
8. AFROMANIA - Eien ni (Ep. 142-154)
9. KIGURUMI - Kurutto, mawatte, ikkaiten (Ep. 155-168)
10. NON STYLE - NIKONIKO CHAMP (Ep. 169-192)
11. Osamu Minagawa e la Hibari Children's Chorus - KERO neko no TANGO (Ep. 193-205)[11]
12. KERORO Shoutai with Angol Mois - Omatase chikyu icchō! (Ep. 206-218)
13. Natsumi Kiyoura - Bokura no aikotoba (Ep. 219-244)[12]
14. KERORO Shōtai - KE, KE, KERORO no daisakusen♪ (Ep. 245-256)[12]
15. Yoshio Kojima - Taijōbu SUPPONPON | FRIEND (Ep. 257-282)
16. Jam Project - Alleluja! (Ep. 283-307)
17. Kuttsuke Hattsuke Wonderland (Ep. 308-358)

Sigla di apertura e chiusura italiana
- Keroro, musica di Giorgio Vanni e Max Longhi, testo di Nuvola (Graziella Caliandro), cantata da Giorgio Vanni e Sara Bernabini.[13] Il brano è stato pubblicato per la prima volta all'interno del cofanetto Cartoonlandia Boys And Girls Story, pubblicato il 24 novembre 2006.

### Film
Cinque film d'animazione sono stati prodotti dallo studio Sunrise su Keroro tra il 2006 e il 2010:
1. Chō gekijōban Keroro gunsō (超劇場版 ケロロ軍曹?). Data di uscita: 11 marzo 2006.
2. Chō gekijōban Keroro gunsō 2: Shinkai no princess de arimasu! (超劇場版 ケロロ軍曹２ 深海のプリンセスであります?). Nelle sale giapponesi è stato preceduto dal cortometraggio Chibi Kero: Kero Ball no Himitsu!?. Data di uscita: 17 marzo 2007.
3. Chō gekijōban Keroro gunsō 3: Keroro tai Keroro - Tenkū dai kessen de arimasu! (超劇場版ケロロ軍曹3 ケロロ対ケロロ 天空大決戦であります?). Nelle sale giapponesi è stato preceduto dal cortometraggio Musha Kero: Ohirome! Sengoku Ran Star Dai Battle. Data di uscita: 1º marzo 2008.
4. Chō gekijōban Keroro gunsō: Gekishin Dragon Warriors de arimasu! (超劇場版 ケロロ軍曹 撃侵ドラゴンウォリアーズであります?). Nelle sale giapponesi è stato preceduto dal cortometraggio Kero 0: Shuppatsu da yo! Zenin Shūgo!!. Data di uscita: 7 marzo 2009.
5. Chō gekijō-ban Keroro gunsō tanjō! Kyūkyoku Keroro kiseki no jikūjima de arimasu!! (超劇場版ケロロ軍曹 誕生！究極ケロロ奇跡の時空島であります！！?). Data di uscita: 27 febbraio 2010[2].

### Anime flash
La produzione di una seconda serie televisiva animata con la tecnica dell'animazione flash è stata annunciata il 9 dicembre 2013 sul sito ufficiale dell'anime. Tale serie è stata prodotta dallo studio Sunrise con la collaborazione dello studio Gathering e trasmessa dal 22 marzo al 6 settembre dello stesso anno. La serie vede l'apparizione di nuovi aspetti per i personaggi, oltre a personaggi nuovi come New Keroro, Tomosu Hinohara e Myō Kaneami, rimasti fino ad allora esclusivi del manga. La sigla di apertura utilizzata per la serie è Keroro☆Popstar (ケロロ☆ポップスター?), interpretata da Mayumi Gojo.

## Doppiaggio
| Personaggio      | Doppiatore originale                               | Doppiatore italiano                              |
| ---------------- | -------------------------------------------------- | ------------------------------------------------ |
| Keroro           | Kumiko Watanabe                                    | Patrizio Prata                                   |
| Fuyuki Hinata    | Tomoko Kawakami (1ª voce) Hōko Kuwashima (2ª voce) | Simone D'Andrea                                  |
| Aki Hinata       | Akiko Hiramatsu                                    | Dania Cericola                                   |
| Natsumi Hinata   | Chiwa Saitou                                       | Alessandra Karpoff                               |
| Tamama           | Etsuko Kozakura                                    | Giorgio Bonino                                   |
| Giroro           | Joji Nakata                                        | Diego Sabre                                      |
| Momoka Nishizawa | Haruna Ikezawa                                     | Debora Magnaghi                                  |
| Koyuki Azumaya   | Ryo Hirohashi                                      | Marcella Silvestri                               |
| Angol Mois       | Mamiko Noto                                        | Elisabetta Spinelli                              |
| Mutsumi Saburo   | Akira Ishida                                       | Renato Novara                                    |
| Kururu           | Takehito Koyasu                                    | Daniele Demma                                    |
| Sumomo           | Juri Ihata                                         | Emanuela Pacotto                                 |
| Dororo           | Takeshi Kusao                                      | Lorenzo Scattorin                                |
| Taruru           | Akeno Watanabe                                     | Luca Bottale (1ª voce) Claudio Beccari (2ª voce) |
| Garuru           | Akio Ohtsuka                                       | Raffaele Fallica                                 |
| Tororo           | Kappei Yamaguchi                                   | Davide Garbolino                                 |
| Zoruru           | Kazuki Yao                                         | Guido Rutta                                      |
| Kogoro           | Nobuyuki Hiyama                                    | Alberto Sette                                    |
| Paul             | Keiji Fujiwara                                     | Marco Balbi                                      |
| Lovie            | Tomoko Kaneda                                      | Serena Clerici                                   |
| Voce narrante    | Keiji Fujiwara                                     | Marco Balzarotti                                 |

## Differenze tra anime e manga
Il trasferimento da manga ad anime non è sempre fedele, in quanto alcuni episodi sono stati grandemente modificati mentre altri prendono solamente in prestito la storia di base o addirittura la usano solo come punto di partenza.
- Il manga inizia nel 1999, mentre l'anime nel 2004 (Angol Mois arriverà in ritardo perché è rimasta addormentata per 5 anni mentre viaggiava verso la Terra).
- All'inizio del manga Fuyuki frequenta la VI elementare, mentre nell'anime la prima media.
- Natsumi nel manga ha 14 anni, nell'anime ne ha 13.
- Giroro, Kururu e specialmente Dororo furono introdotti nell'anime molto prima che nel manga: molte storie che originariamente non li includevano sono state di conseguenza alterate per includerli. Sul caso di Dororo c'è, nell'anime, una battuta di Aki che dice che in un manga Dororo sarebbe stato fatto comparire soltanto nel settimo volume (come è effettivamente successo nel manga originale).
- Nel manga Dororo e Koyuki vivono accanto alla casa degli Hinata, mentre nell'anime in un mulino ad acqua da cui si vede la torre dei Nishizawa.
- Sia manga che anime hanno grandi riferimenti alla cultura pop. Perfino nella storia, comunque, le differenze sono molto chiare. In particolare, il manga non si riferisce esplicitamente ad Evangelion ed altre animazioni di cui Bandai possiede il copyright, e contiene solo scene individuali ricreate per sentire le stesse sensazioni di certe scene famose di questi cartoni. L'anime è invece molto più dettagliato e diretto riguardo ai riferimenti a Gundam, d'altra parte, dato che Bandai possiede tutti i diritti sul franchise di Gundam.

## Accoglienza e riconoscimenti
Nel 2005 il manga ha ricevuto il Premio Shogakukan per i manga come miglior manga per bambini.